# Kadscharan

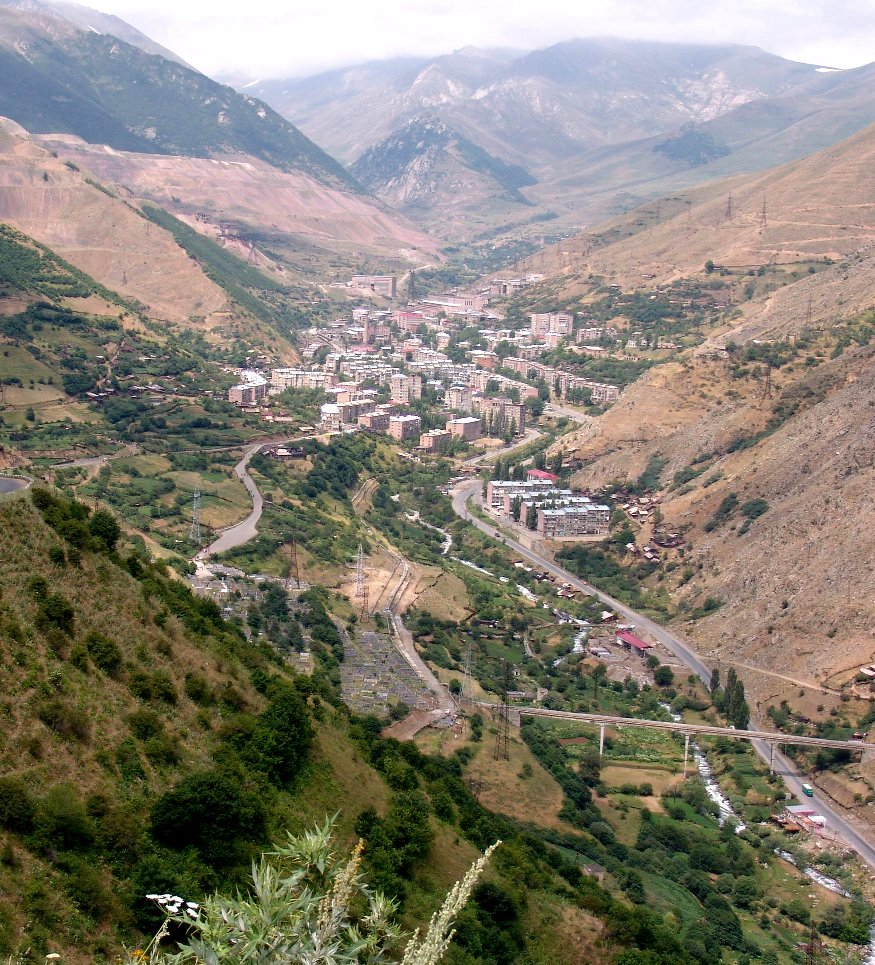
Blick auf Kadscharan

Kadscharan (armenisch Քաջարան; wissenschaftliche Transliteration Kaǰaran; auch Kadjaran, Qajaran) ist eine Stadt in der südostarmenischen Provinz Sjunik. Wirtschaftliche Bedeutung besitzt die Stadt vor allem durch das Bergwerk Sangesurer Kupfer- und Molybdänkombinat, den größten einzelnen Steuerzahler in Armenien.
Die Entfernung zur Provinzhauptstadt Kapan beträgt rund 25 km, zur armenischen Hauptstadt Jerewan 316 km.
Bei der Volkszählung des Jahres 2011 wurde die offizielle Einwohnerzahl mit 7143 angegeben. Damit war sie gegenüber der vorangegangenen Volkszählung 2001, als dort noch 8439 Menschen lebten, um etwa ein Sechstel gesunken.